# Bologne (Frankrijk)
Bologne is een gemeente in het Franse departement Haute-Marne in de regio Grand Est. De plaats maakt deel uit van het arrondissement Chaumont. Bologne telde op 1 januari 2022 1.836 inwoners.

## Geografie
De oppervlakte van Bologne bedroeg op 1 januari 2022 31,26 vierkante kilometer; de bevolkingsdichtheid was toen 58,7 inwoners per km².

## Demografie
Onderstaande figuur toont het verloop van het inwonertal (bron: INSEE-tellingen).